# 中央理工学院联合体
中央理工学院联合体（法语：Groupe des Écoles Centrales）成立于1990年。1990年以来，为了赢得国际舞台上更大的可见性，法国里尔、里昂、南特和巴黎的四所专业文化相近并且在高等通才型工程师培养方面具有共同理念的中央理工学院（法语：École Centrale）联手合作，形成了一个校际联合体。目前，中央理工学校联合体拥有500名专任教师和260名研究员，并拥有一个2万人的在职校友网络。该联合体现包括以下成员：
- 中央理工-高等电力学院 CentraleSupélec（前巴黎中央理工学院 École centrale Paris，1829年）
- 里昂中央理工学院 École centrale de Lyon，1857年
- 里尔中央理工学院 École centrale de Lille，1854-1872年
- 地中海中央理工学院 Centrale Méditerranée，1890年
- 南特中央理工学院 École centrale de Nantes，1919年
- 北航中法工程师学院 École centrale de Pékin，2005年
- 海得拉巴中央理工学院 la Mahindra École Centrale，2014年
- 卡萨布兰卡中央理工大学 École centrale de Casablanca，2015年

其获得工程师学位的毕业生被称为「Centralien」（中央理工毕业生）。

## 与中国的合作

### 北航中法工程师学院
位于北京的北航中法工程师学院成立于2005年，由北京航空航天大学与中央理工学院联合体合作创建。该学院是中央理工学院联合体成员之一，亦是北京航空航天大学下属的一个学院。学生通过中国高考后被录取入校学习。

### “4+4”合作
1996年，四所中国合作伙伴大学与中央理工学校联合体联合签署了“4+4”合作协议，这四所大学分别为：
- 清华大学
- 上海交通大学
- 西安交通大学
- 西南交通大学

中央理工学院联合体每年从中国这四所大学的大学二年级学生中（部分学校有专业限制）录取共约40名优秀学生，在随后两年赴法完成三年工程师教育的前两年，随后回該校完成硕士学业。毕业后获得中国大学本科文凭、硕士文凭以及中央理工学院的工程师文凭。
法国一些企业集团，如：阿尔司通公司、法国电信公司和斯奈克玛等都支持参与法国中央理工学院与中国大学的合作。

### 名誉博士
胡锦涛主席2001年在访问里昂中央理工学院时曾被授予该校名誉博士学位。此外，清华大学前校长、巴黎中央理工学院名誉博士王大中教授也于2004年访问了中央理工学院。